# فرقه مزار مقدس اورشلیم

صلیب اورشلیم، سمبل فرقه

فرقه مقبره مقدس اورشلیم به لاتین و در واقع نام اصیل این فرقه (Ordo Equestris Sancti Sepulcri Hierosolymitani) بخاطر گذشته خاص خود، شخصیتی حقوقی، شناخته شده از طرف واتیکان و قانون اساسی کلیسای کاتولیک داراست. اعضای این فرقه (تقریباً ۳۰.۰۰۰ نفر) اکثراً رجال سیاسی، مذهبی، اشراف و بزرگان دنیای اقتصاد، شهسوار (شوالیه) محسوب می‌شوند و در شعبه نیمه مستقل فرقه، مستقر در کشور محل اقامت خود فعالند. این فرقه کهن‌ترین و پایه ای‌ترین ریشه موجودیت خود را مدیون نظریه پردازان، کارگزاران و جنگجویان جنگ‌های صلیبی است.

## تاریخچه
این فرقه، شاخه ای رسمی، تعریف و توجیه شده توسط کلیسای مقبره مقدس در اورشلیم است که طبق رسمی دیرینه از قرن چهاردهم میلادی، برخی از زائرین اشرافی، ثروتمند و بانفوذ «کلیسای مزار مقدس» را که سفر بسیار مشقت بار اروپا به اورشلیم را بجان می‌خریدند، توسط راهبان فرانسیسکن، به مرتبه «شهسواری» (شوالیه) مفتخر می‌کرد / می‌کند. این فرقه تحت کنترل و هدایت مستقیم اسقف اعظم کلیسای مزار مقدس بود و پاپ‌های مختلف با تاییدیه‌های خود موجودیت آن را پایدار و استوار کرده‌اند. در سال ۱۹۴۹ میلادی پاپ پیوس دوازدهم اسقفی را مستقیماً به عنوان «استاد اعظم» از واتیکان برای هدایت فرقه مادر تعیین کرد.
طبق فرمان پاپ اعظم بتاریخ ۲۷ ژوئیه ۱۹۳۱ می‌بایستی دفتر ایشان تمامی شهسواران جدید را قبل از مراسم اعطای لقب تأیید کند. بدین طریق تمام ممالکی که با واتیکان رابطه سیاسی دارند می‌بایستی شخصیت شهسوار جدید را در مملکت خود به رسمیت بشناسند.

## شعار فرقه
جمله «خدا میخواهد» شعار اصلی این فرقه است.

## شهسوارها

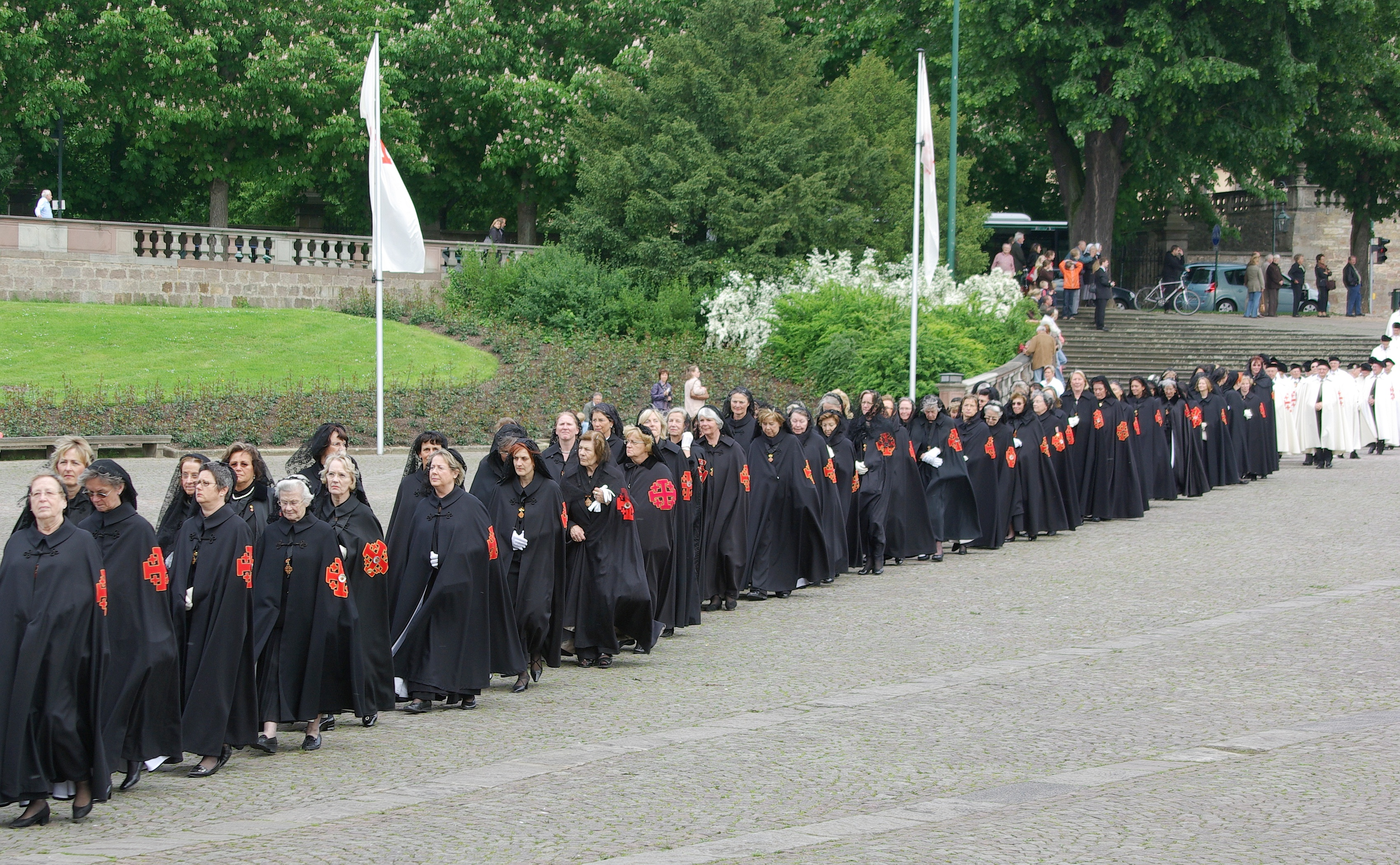
بانوان محجبه عضو، طی مراسمی محلی در کارولینای شمالی

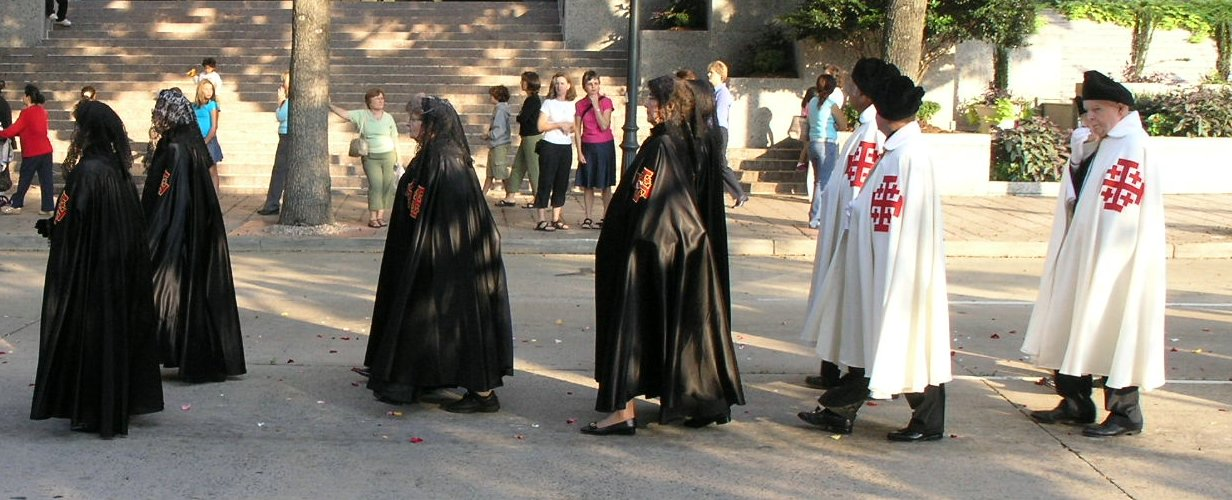
مردان شهسوار و بانوان محجبه عضو، طی مراسمی محلی در کارولینای شمالی

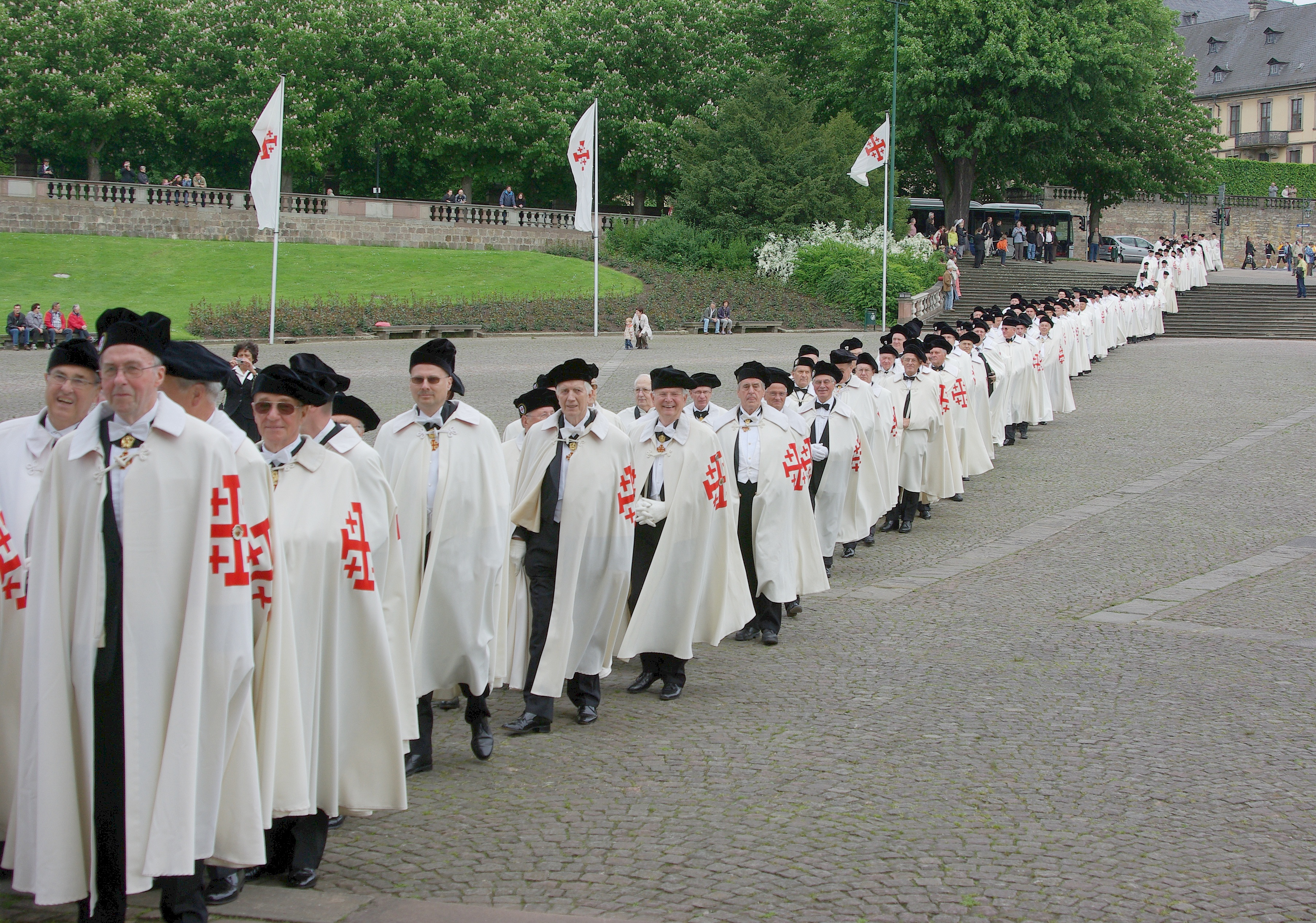
مردان شهسوار، طی مراسمی محلی در شهر فولدا ــ آلمان

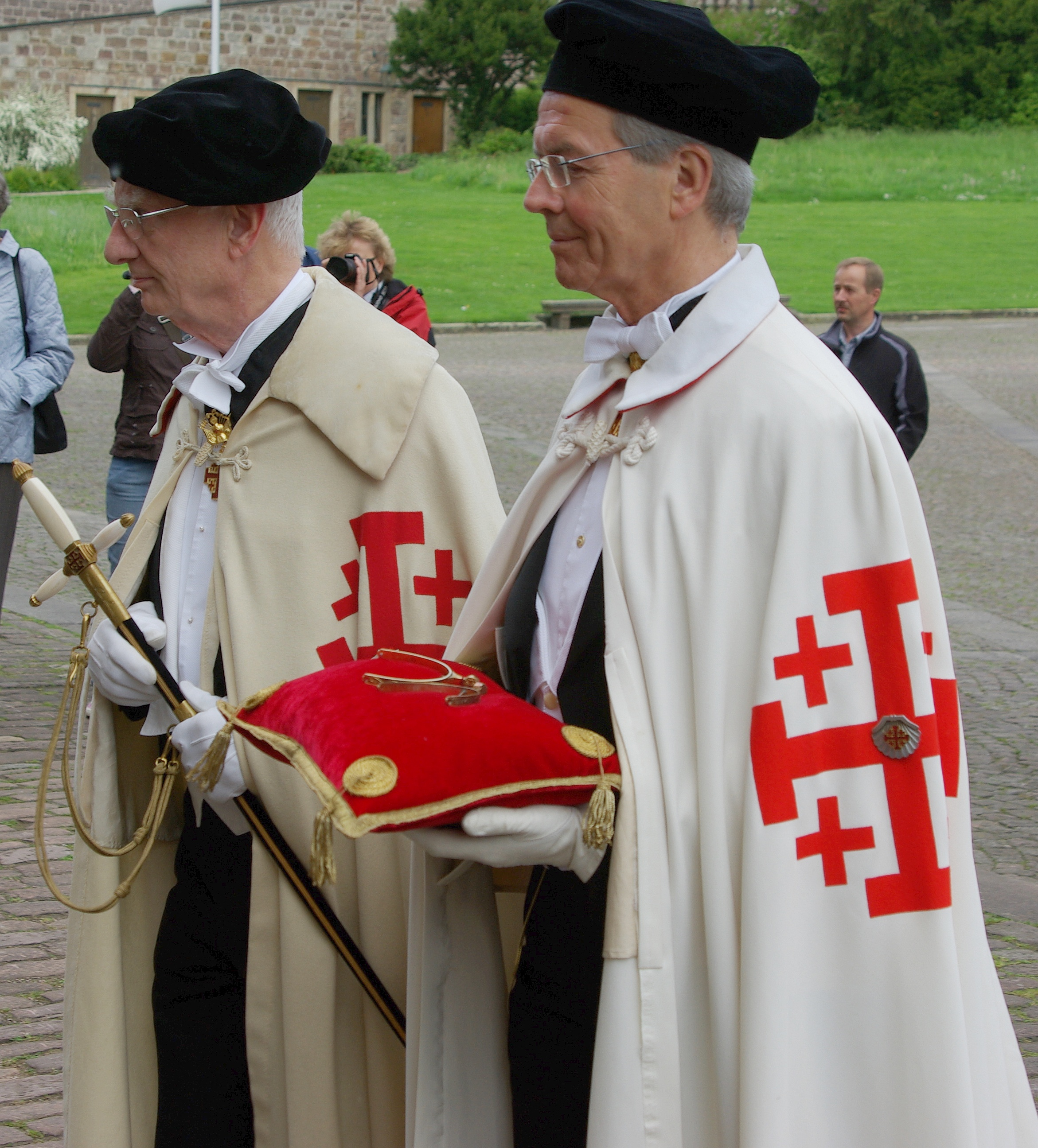
مردان شهسوار، طی مراسمی محلی در شهر فولدا ــ آلمان

اسما هر فرد مسیحی کاتولیک که زندگی «پاک» و «نیکی» داشته می‌تواند به مقام شهسوار ی مفتخر گردد. افراد واجد شرایط، مثل بسیاری سازمانهای "دربسته"، اجازه تقاضای عضویت ندارند بلکه انتصاب (دستچین) و دعوت می‌شوند. اکثریت بزرگی از شهسوارها مدیران عمده سازمانهای اقتصادی، شرکتهای بسیار بزرگ چون بانکها، بیمه‌ها و بزرگان سیاسی و دینی هستند. (نمونه چند مدیر فرقه و شهسوار در آلمان: هرمان یوزف آبز در سمت مدیر کشوری فرقه (شغل: مدیر کل سابق دویچه بانک، از بزرگ‌ترین بانکهای جهان)، هاینریش دیکمان در سمت مدیر کشوری (شغل و سیاست: مدیر چند بیمه بزرگ و عضو حزب "مؤتلفه دموکرات مسیحی")، کنراد آدناور، صدر اعظم سابق آلمان و عضو حزب "مؤتلفه دموکرات مسیحی" CDU. نگاه کنید به: اتحادیه دموکرات مسیحی آلمان.

## نگارخانه

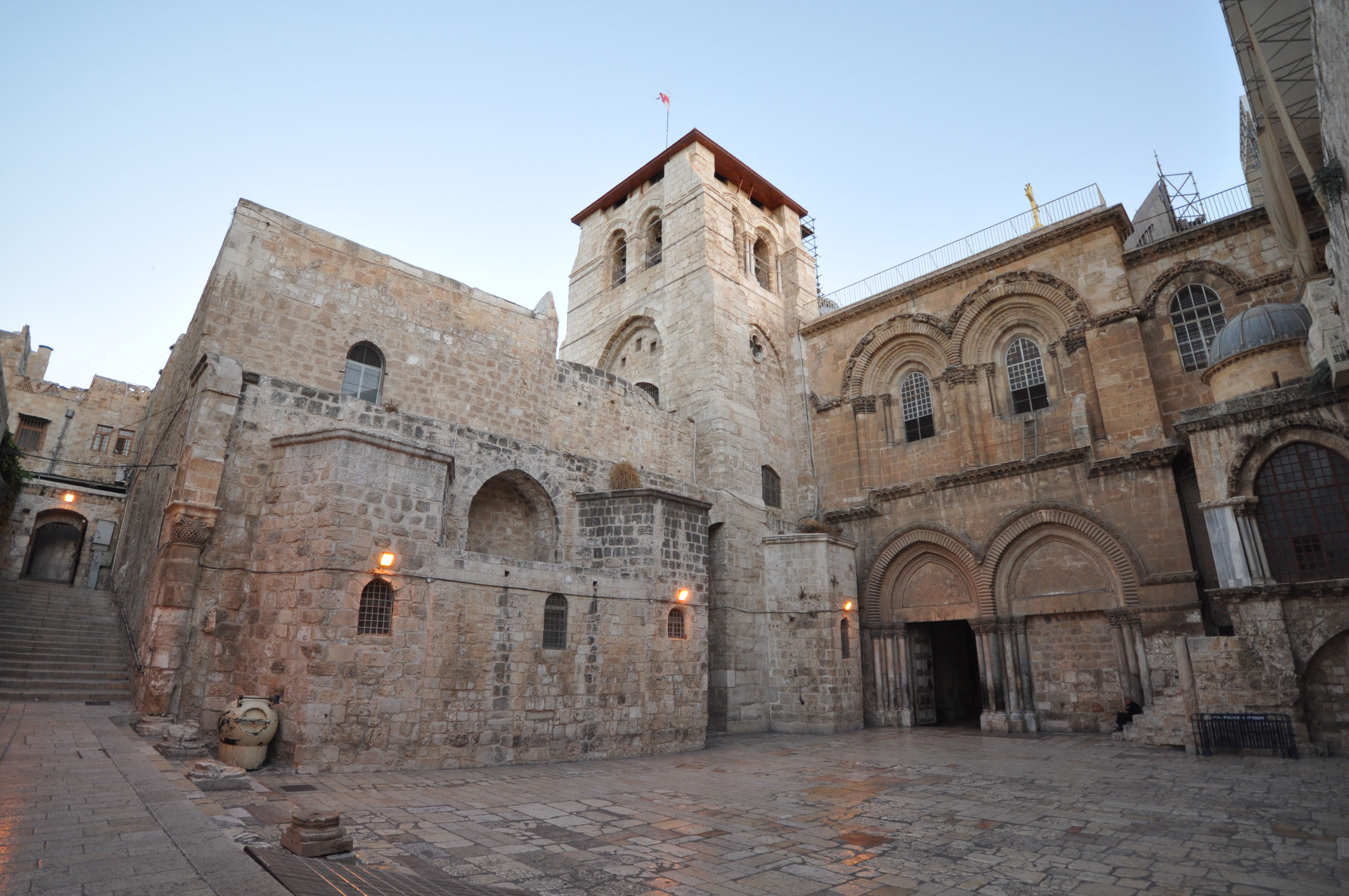
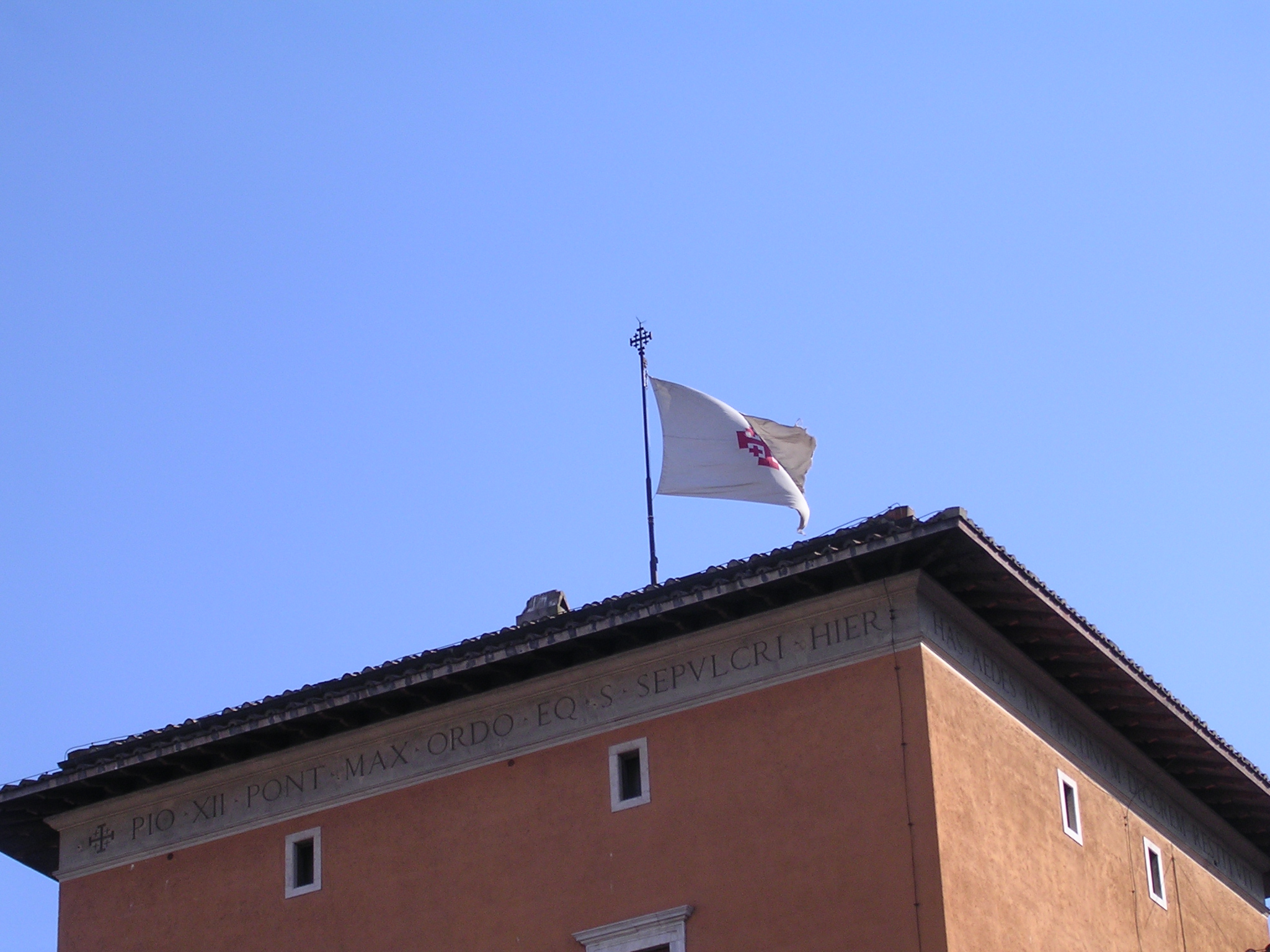
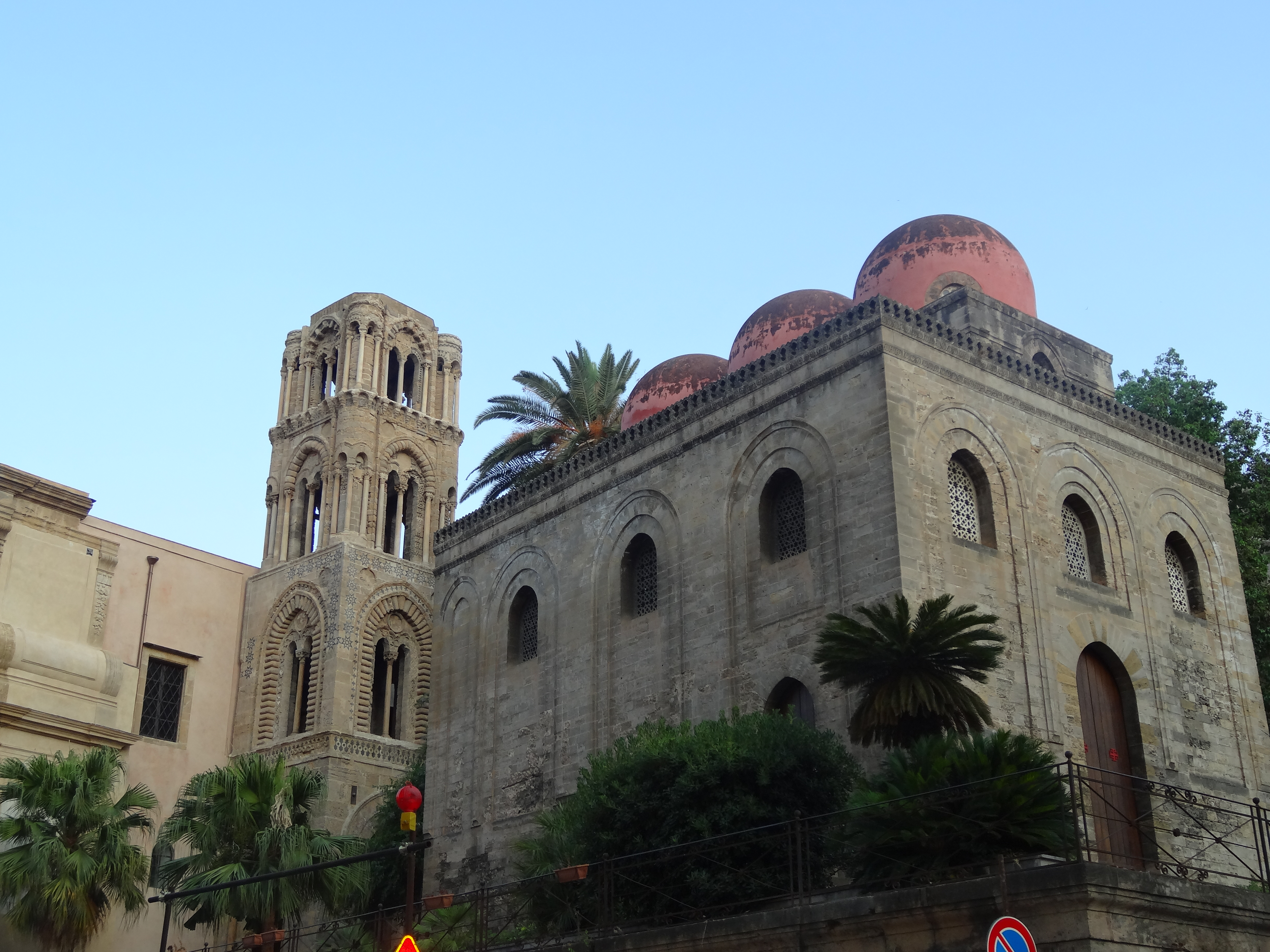
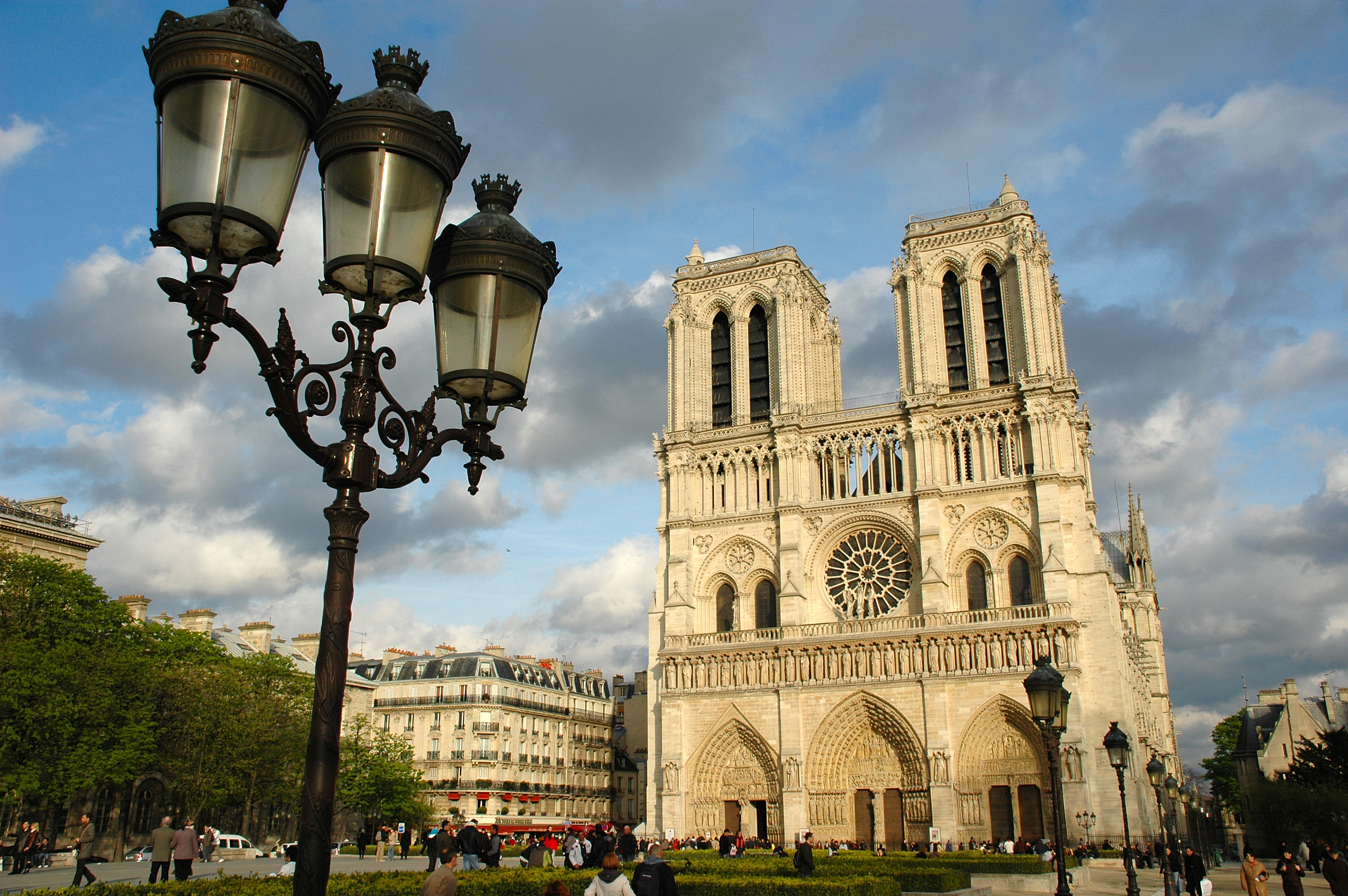
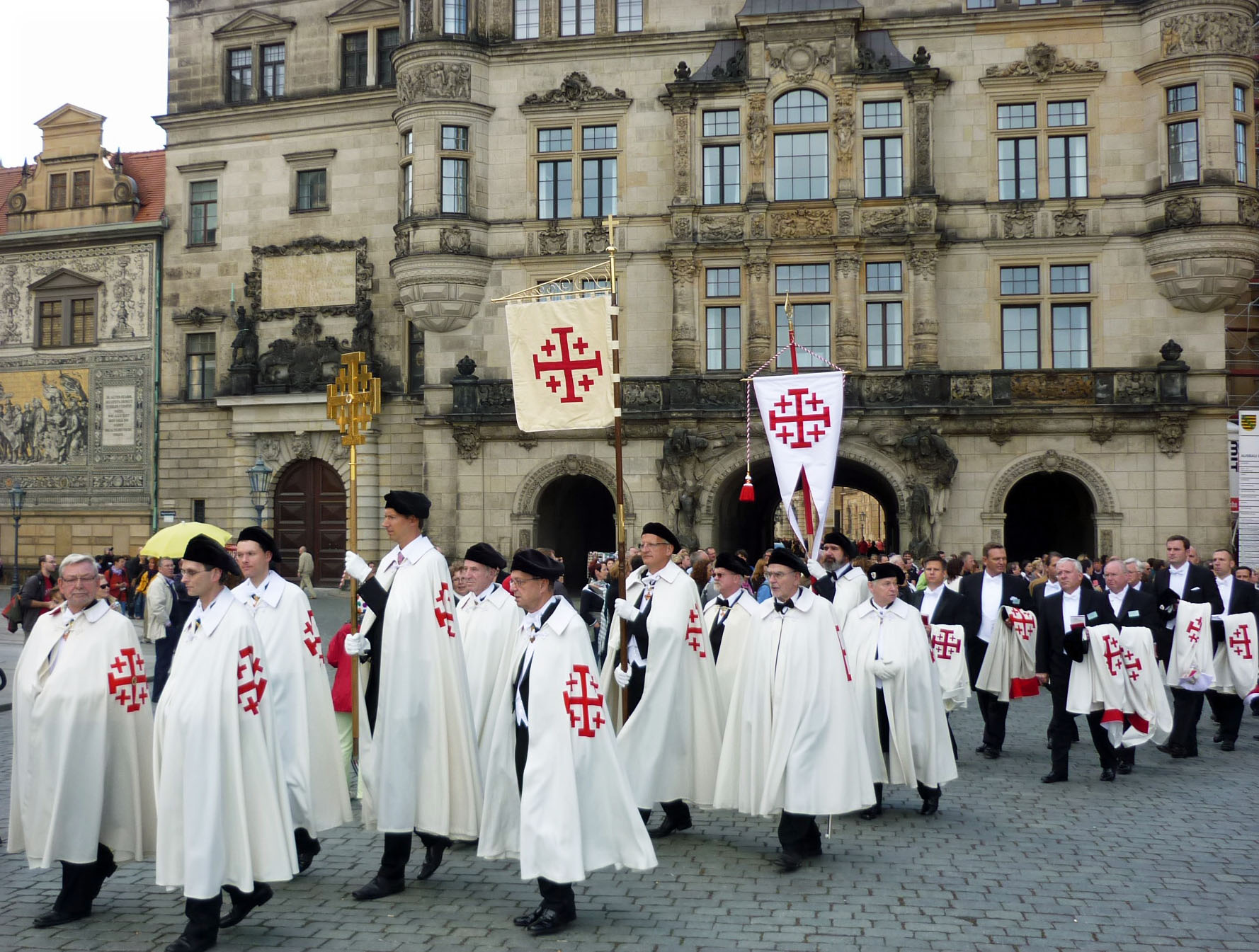
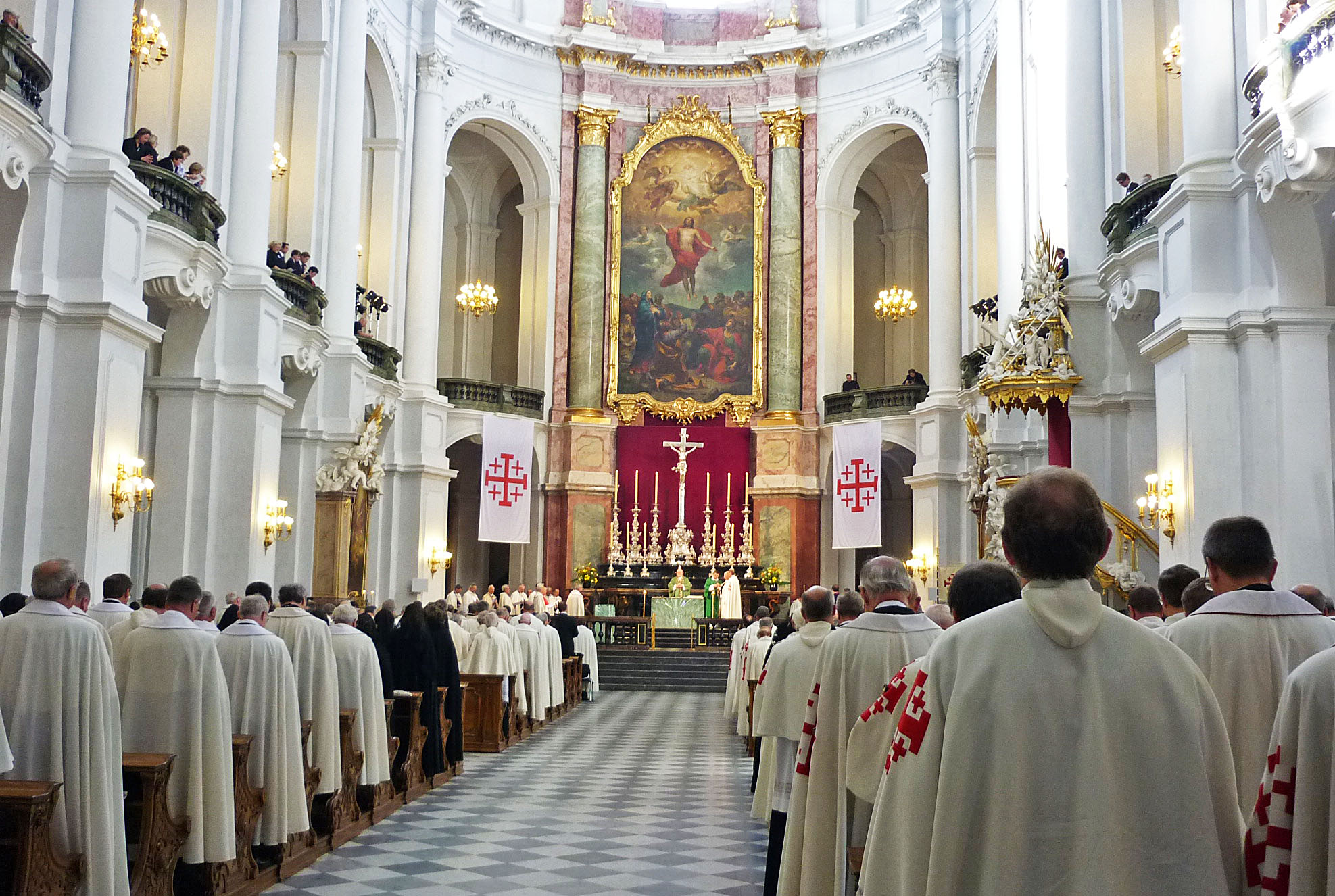
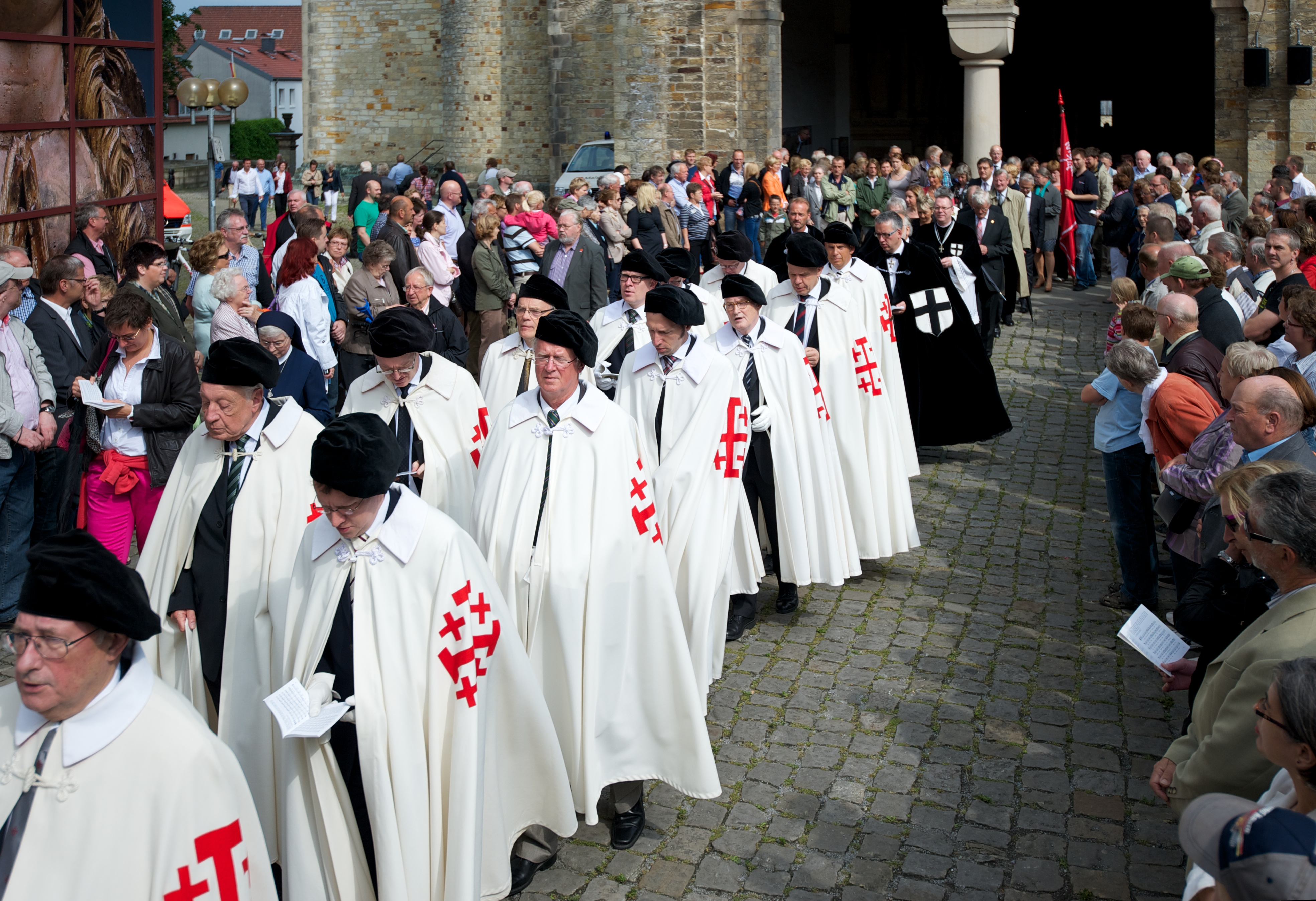
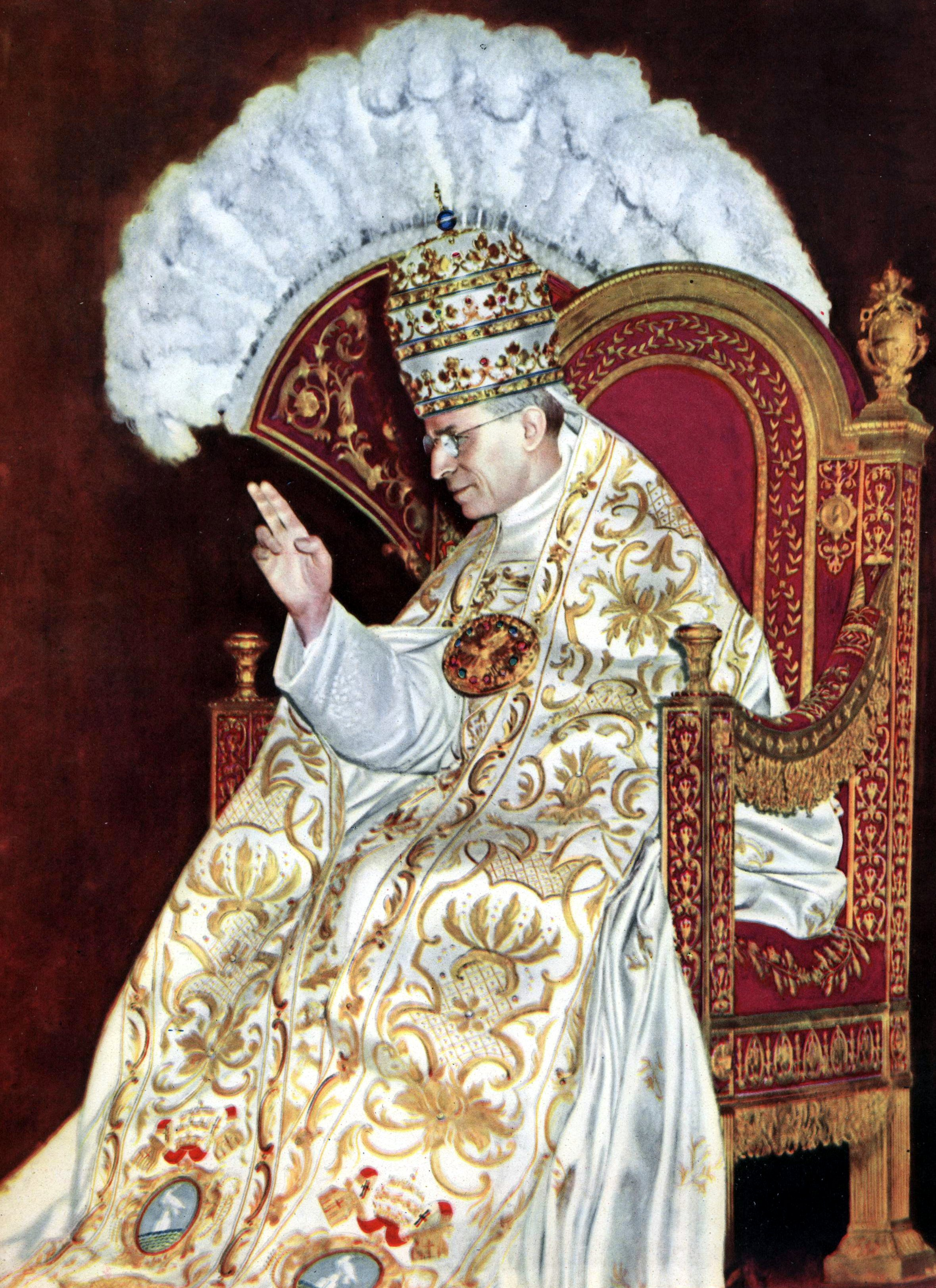